# Chastel
Chastel – miejscowość i gmina we Francji, w regionie Owernia-Rodan-Alpy, w departamencie Górna Loara.
Według danych na rok 1990 gminę zamieszkiwało 216 osób, a gęstość zaludnienia wynosiła 8 osób/km² (wśród 1310 gmin Owernii Chastel plasuje się na 634. miejscu pod względem liczby ludności, natomiast pod względem powierzchni na miejscu 277.).